# المسامير (قبيلة)

المسامير قبيلة في ليبيا تقيم في الجبل الأخضر وباقي مدن ليبيا.

## النسب
يرجع نسب قبيلة المسامير إلى المرابط سيدي مسمار الذي خلف زوجتة الليبية سيدي نوح وعددا من الأبناء ومن زوجتة المغربية وتُدعى رزقة سيدي عبد الجواد وعدداً من الأبناء.

## سلسلة النسب
مع مرور الأيّام وتعاقب السنين انقسمت القبيلة في الداخل إلى قسمين :
أولاد نوح ينتسبون إلى نوح الثاني بن نوح الأول ابن أحمد بن عبد الله وينحدر من أولاد الشريف سيدي مسمار بن عبد المولى ويرجع إلى قبيلة شرفاء المشاشه وهم من ذرية عبد السلام بن مشيش مشيش وهو من الأشراف الأدارسة وقد انضمو إلى قبيلة المسامير وأصبح المسامير ينقسمون إلى قسمين أولاد نوح الأشراف ـ والمسامير أولاد سعد.
وهكذا تحمل القبيلة ككل اسم الجد سيدي مسمار والبطنان ويحمل الأول اسم سيدي نوح له ويحمل الثاني مسامير الرزق نسبة لرزقة وهم كالآتي :
القسم الأول : أولاد نوح :
1. حورية : أنجب عبد الملك وحسين وعبد الحفيظ والحاج عبد الله والحاج عثمان وعبد الرحيم والحاج بخاطرة والحاج عطية والذريوي ودغباري، وجدهم أبو بكر جد (حاليه) أيضاً.
2. جاليه : أنجب جبريل، أنجب المخايط، أنجب الطيف، أنجب اكريم، أنجب بو الهديليه وانجب هزاوي.
3. إسماعيل: أنجب علي وقرسان وأبو طاوس وأبو لطيعة.
4. سارة: أنجب نجم وعبد الرحيم وأبو قرين وقبول.
5. خضراء: أنجب أبو جنوب ورقيوة وأبو غنية.
6. زهراء: عبد الكريم والأعيوج وعبد الرحيم.
7. فلات: أنجب نوح والشويقي.
8. الفحاسي: براية.

القسم الثاني : مسامير رزق :
1. الرزق: أنجب عبد القادر وحسن الحمري وأبو جنوب.
2. عبد الجواد: أنجب الحاج علي وسعد وعبد الرحيم.
3. الحلائم: أنجب النجاجرة والكليلي.

### صلة المسامير بالقبائل الأخرى
الجدير بالملاحظة أن قبيلة المسامير تمت بصلة القربى من ناحية الأمهات للقبائل التالية المنفة، والشهيبان، والعبادلة الحمر، والعبيد، وذلك على النحو التالي :
1. مسيكة ابنة سيدي مسمار وهي جدة بطن أو عميرة مسيكة في المنفة.
2. شهبة ابنة سيدي مسمار وهي جدة الشهيبات.
3. شعوة ابنة سيدي مسمار وهي جدة بطن أو عميرة شعوة في العبيد.

## أراضي المسامير
يتميّز المسامير على غيرهم من قبائل برقة بانتشارهم في أرجاء برقة وسبها حيث تركيزهم في منطقة الجبل الأخضر في مدينة المرج والبيضاء ودرنة ومدن أخرى من برقة مثل طبرق وبنغازي ودفنة. ويوجد ضريح سيدي نوح جد قبيلة المسامير على بعد 4 كم شمال شرق زاوية قريبربي بمنطقة الدرسة بالقرب من مدينة المرج وضريح ابنة سيدي عبد الجواد في نواحي برسس ومدور الزيتون القريبة من توكرة.

## اعلام المسامير

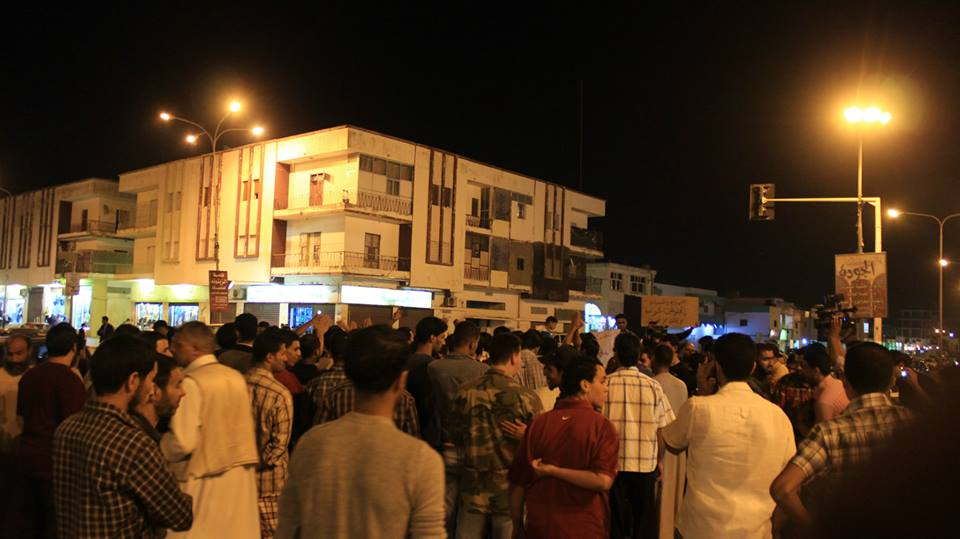
مظاهرات بمدينة البيضاء الليبية تنديداً على اغتيال عبد السلام المسماري وتطالب بإسقاط الاخوان المسلمين

تعتبر مشاركة قبيلة المسامير من المشاركات المتميزة، في حركة الجهاد الليبي وهي في جانب منها تعتبر امتداد لصراع قبائل الصف الفوقي. شارك المسامير كما في زمن الأتراك مع قبائل برقة، واشتبكوا مع الإيطاليين في معارك عديدة، دفاعا عن إقليم برقة، ومن أبرز مجاهدين قبائل المسامير :
- الشهيد يوسف بورحيل المسماري : الملقب بـ(خديدة) قائد حركة الجهاد الليبي ضد الإيطاليين بعد وفاة عمر المختار ونائبه قبل استشهاده، وقائد دور البراغيث والعبيد، استشهد يوم 22/12/1931 في معركة شرق طبرق.
- الشهيد محمد أبو نجوى المسماري : وتعتبر أمها زوجة عمر المختار وهي أخرى زوجاته حيث تزوجها عام 1926، وقد توفي في معركة مراد مسعود التي وقعت بين المجاهدين والقوات الإيطالية عام 1927.
- المجاهد حبيب سليمان بوعزيزة المسماري بطل معركة البريقة.
- المجاهد محمد العقص المسماري.
- المجاهد حسن بوعزيزة المسماري من كبار رجال عمر المختار.
- الحاج شعبان المسماري أول من أسقط طائرة للطليان ببندقيته.
- الشهيد عبد السلام المسماري واشتهر بمعارضته لسيطرة جماعة الإخوان المسلمين على السلطة في البلاد بعد ما عرفت بثورة 17 فبراير 2011، وقد اغتيل 26 يوليو 2013.
- العقيد أحمد المسماري وقد تولّى منصب المتحدث العسكري للقوات المسلحة الليبية .

وغيرهم مثل المجاهد الشريف الطيار المسماري والحاج آدم علي السوسيه والحاج فرج وبوقمرة المسماري والعديد منهم.